# Liga LEB 2002-03
La edición 2002-03 de la liga LEB fue la séptima edición de la máxima categoría de la Liga Española de Baloncesto. 

## Clasificación temporada regular
| #  | Equipos                    | J  | G  | P  | PF   | PC   | Ascenso o descenso              |
| -- | -------------------------- | -- | -- | -- | ---- | ---- | ------------------------------- |
| 1  | Unelco Tenerife            | 30 | 24 | 6  | 2437 | 2141 | Playoffs de ascenso a la ACB    |
| 2  | Etosa Murcia               | 30 | 20 | 10 | 2317 | 2280 | Playoffs de ascenso a la ACB    |
| 3  | Coinga Menorca             | 30 | 20 | 10 | 2551 | 2429 | Playoffs de ascenso a la ACB    |
| 4  | Bilbao Basket              | 30 | 19 | 11 | 2549 | 2357 | Playoffs de ascenso a la ACB    |
| 5  | León Caja España           | 30 | 16 | 14 | 2440 | 2445 | Playoffs de ascenso a la ACB    |
| 6  | CD Universidad Complutense | 30 | 16 | 14 | 2418 | 2329 | Playoffs de ascenso a la ACB    |
| 7  | Cantabria Lobos            | 30 | 16 | 14 | 2333 | 2356 | Playoffs de ascenso a la ACB    |
| 8  | Isastur Gijón              | 30 | 15 | 15 | 2278 | 2322 | Playoffs de ascenso a la ACB    |
| 9  | Club Ourense Baloncesto    | 30 | 14 | 16 | 2366 | 2311 |                                 |
| 10 | CB Los Barrios             | 30 | 14 | 16 | 2328 | 2294 |                                 |
| 11 | Melilla Baloncesto         | 30 | 13 | 17 | 2254 | 2379 |                                 |
| 12 | CB Tarragona               | 30 | 12 | 18 | 2328 | 2379 |                                 |
| 13 | Drac Inca                  | 30 | 12 | 18 | 2328 | 2379 | Playoffs de descenso a la LEB 2 |
| 14 | CAI Zaragoza               | 30 | 12 | 18 | 2370 | 2508 | Playoffs de descenso a la LEB 2 |
| 15 | CB Ciudad de Huelva        | 30 | 11 | 19 | 2467 | 2577 | Playoffs de descenso a la LEB 2 |
| 16 | Ulla Oil Rosalía           | 30 | 6  | 24 | 2183 | 2438 | Playoffs de descenso a la LEB 2 |

## Playoffs de ascenso
Los ganadores de las dos semifinales ascendieron a la Liga ACB.
|  | Cuartos | Cuartos           | Cuartos |                   |    | Semifinales     | Semifinales | Semifinales |  |   | Finales         | Finales | Finales |  |
|  |         |                   |         |                   |    |                 |             |             |  |   |                 |         |         |  |
|  |         |                   |         |                   |    |                 |             |             |  |   |                 |         |         |  |
|  | 1       | Unelco Tenerife   | 3       |                   |    |                 |             |             |  |   |                 |         |         |  |
|  | 1       | Unelco Tenerife   | 3       |                   |    |                 |             |             |  |   |                 |         |         |  |
|  | 8       | Isastur Gijón     | 1       |                   |    |                 |             |             |  |   |                 |         |         |  |
|  | 8       | Isastur Gijón     | 1       |                   | 1  | Unelco Tenerife | 3           |             |  |   |                 |         |         |  |
|  |         |                   |         |                   | 1  | Unelco Tenerife | 3           |             |  |   |                 |         |         |  |
|  |         |                   | 5       | León Caja España  | 1  |                 |             |             |  |   |                 |         |         |  |
|  | 4       | Bilbao Basket     | 5       | León Caja España  | 1  | 2               |             |             |  |   |                 |         |         |  |
|  | 4       | Bilbao Basket     |         |                   |    |                 |             |             |  |   |                 |         |         |  |
|  | 5       | León Caja España  | 3       |                   |    |                 |             |             |  |   |                 |         |         |  |
|  | 5       | León Caja España  | 3       |                   |    |                 |             |             |  | 1 | Unelco Tenerife | 64      |         |  |
|  |         |                   |         |                   |    |                 |             |             |  | 1 | Unelco Tenerife | 64      |         |  |
|  |         |                   | 2       | Etosa Murcia      | 78 |                 |             |             |  |   |                 |         |         |  |
|  | 2       | Etosa Murcia      | 2       | Etosa Murcia      | 78 | 3               |             |             |  |   |                 |         |         |  |
|  | 2       | Etosa Murcia      |         |                   |    |                 |             |             |  |   |                 |         |         |  |
|  | 7       | Cantabria Lobos   | 2       |                   |    |                 |             |             |  |   |                 |         |         |  |
|  | 7       | Cantabria Lobos   | 2       |                   | 2  | Etosa Murcia    | 3           |             |  |   |                 |         |         |  |
|  |         |                   |         |                   | 2  | Etosa Murcia    | 3           |             |  |   |                 |         |         |  |
|  |         |                   | 6       | Univ. Complutense | 0  |                 |             |             |  |   |                 |         |         |  |
|  | 3       | Coinga Menorca    | 6       | Univ. Complutense | 0  | 2               |             |             |  |   |                 |         |         |  |
|  | 3       | Coinga Menorca    |         |                   |    |                 |             |             |  |   |                 |         |         |  |
|  | 6       | Univ. Complutense | 3       |                   |    |                 |             |             |  |   |                 |         |         |  |
|  | 6       | Univ. Complutense | 3       |                   |    |                 |             |             |  |   |                 |         |         |  |
|  |         |                   |         |                   |    |                 |             |             |  |   |                 |         |         |  |

## Playoffs de descenso
|  | 13 | Drac Inca        | 3 |  |
|  | 13 | Drac Inca        | 3 |  |
|  | 16 | Ulla Oil Rosalía | 1 |  |
|  | 16 | Ulla Oil Rosalía | 1 |  |

|  | 14 | CAI Zaragoza        | 3 |  |
|  | 14 | CAI Zaragoza        | 3 |  |
|  | 15 | CB Ciudad de Huelva | 0 |  |
|  | 15 | CB Ciudad de Huelva | 0 |  |

CB Ciudad de Huelva y Ulla Oil Rosalía, descendieron a la LEB-2.

## Cobertura televisiva
- TVE2
- Teledeporte